# Jaroslav Krejčí

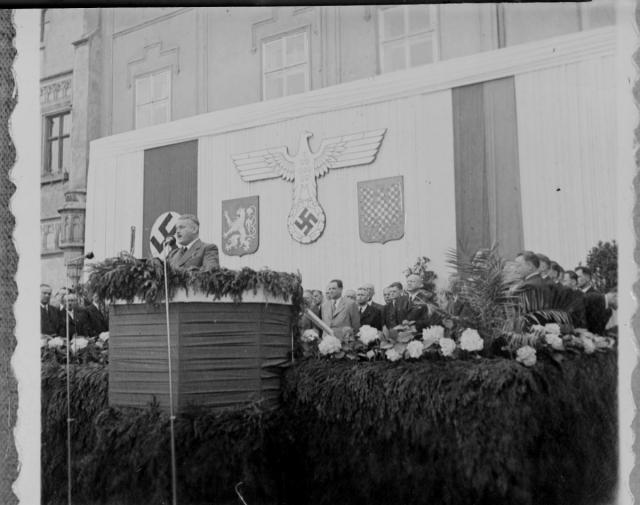
Jaroslav Krejčí mentre pronuncia un discorso a Tabor

Jaroslav Krejčí (Křemenec, 27 giugno 1892 – Praga, 18 maggio 1956) è stato un avvocato e politico cecoslovacco, Primo ministro del Protettorato di Boemia e Moravia dal 19 gennaio 1942 al 19 gennaio 1945.

## Biografia
Dopo essersi laureato in Giurisprudenza all'Università Carolina di Praga negli anni '30 insegna diritto costituzionale all'Università Masaryk.
Durante il governo Beran ricopre la carica di Ministro della Giustizia e di Presidente della Corte costituzionale.
Dopo l'arresto del Primo ministro Alois Eliáš, accusato di sostenere la resistenza contro gli invasori nazisti, venne chiamato alla guida del governo dal Presidente Emil Hácha.

## Dopo la fine della guerra
Al termine della seconda guerra mondiale, Krejčí venne arrestato e processato con l'accusa di collaborazionismo con le autorità naziste.
Condannato a 25 anni di carcere, morì in prigione.